# Seznam titulárních toskánských velkovévodů

Vlajka Toskánského velkovévodství

Seznam titulárních toskánských velkovévodů obsahuje posloupnost potomků prvního titulárního velkovévody Ferdinanda IV., za jehož vlády probíhaly na území dnešní Itálie boje o sjednocení, tzv. Risorgimento, kteří se měli stát toskánskými velkovévody. V roce 1860 však bylo velkovévodství připojeno k Piemontsko-Sardinskému království a posléze se stalo součástí Italského království.
| Jméno                                     | Vláda     | Rodiče                                                      | Životopisná data                  | Poznámky                                                                                              |
| ----------------------------------------- | --------- | ----------------------------------------------------------- | --------------------------------- | --- |
| Habsbursko-Lotrinská dynastie (1860–2013) |           |                                                             |                                   | |
| Ferdinand IV. Toskánský                   | 1860–1908 | Leopold II. Toskánský Marie Antonie Neapolsko-Sicilská      | 10. června 1835 17. ledna 1908    | také rakouský arcivévoda, toskánský velkovévoda v letech (1859–1860)                                  |
| Josef Ferdinand Toskánský                 | 1908–1921 | Ferdinand IV. Toskánský Alice Bourbonsko-Parmská            | 24. května 1872 28. února 1942    | také arcvévoda rakouský, starší bratr Leopold Ferdinand Salvátor žil od roku 1902 mimo habsburský dům |
| Petr Ferdinand Toskánský                  | 1921–1948 | Ferdinand IV. Toskánský Alice Bourbonsko-Parmská            | 12. května 1874 8. listopadu 1948 | také arcivévoda rakouský                                                                              |
| Gottfried Toskánský                       | 1948–1984 | Petr Ferdinand Toskánský Marie Kristina Bourbonsko-Sicilská | 14. února 1902 21. ledna 1984     | také arcvévoda rakouský                                                                               |
| Leopold František Toskánský               | 1984–1993 | Gottfried Toskánský Dorotea Bavorská                        | 25. října 1942                    | v roce 1993 abdikoval ve prospěch svého syna Zikmunda                                                 |
| Zikmund Toskánský                         | 1993–     | Leopold František Toskánský Laetitia d'Arenberg             | 21. dubna 1966                    | |